# Herb Bośni i Hercegowiny
Herb Bośni i Hercegowiny przedstawia tarczę herbową dzieloną ze skosa na część złotą / żółtą (Or) i niebieską / błękitną (Azure) z pasem siedmiu srebrnych (Argent) pięcioramiennych gwiazd.
Obecnie używany herb został przyjęty 4 lutego 1998 i zastąpił herb używany od 1992 roku.

## Symbolika
Część złota tarczy herbowej prezentuje trzy główne grupy etniczne zamieszkujące kraj; jest także uproszczonym kształtem Bośni i Hercegowiny. Srebrne gwiazdy zastąpiły Fleur-de-lis znane z historycznych symboli bośniackich, jednocześnie nawiązując do symboliki Unii Europejskiej, do której Bośnia nie należy.

## Historyczne godła i herby

Herb królestwa Bośni (XIV–XV w.)
Herb Bośni z Herbarza fojnickiego (XVIII w.)
Herb Bośni w państwie Austro-Węgierskim (1878–1918)
Herb Socjalistycznej Republiki Bośni i Hercegowiny (1943–1992)
Herb Bośni i Hercegowiny (1992–1998)